# Sir Henry Clithering
Sir Henry Clithering är en fiktiv karaktär som förekommer i en serie noveller av Agatha Christie med Jane Marple i huvudrollen. Berättelserna publicerades först i månadstidningar med början 1927 och samlades sedan i en inbunden samling Miss Marples mysterier 1932. Clithering dök också upp i flera romaner med Miss Marple.

## Översikt
Han är en pensionerad kommissarie vid Scotland Yard och hans gudson Dermot Eric Craddock blir så småningom kriminalinspektör vid Scotland Yard.
Närhelst den lokala polisen varnar miss Marple för att blanda sig i en utredning, stöder Sir Henry Marple. Han rekommenderar henne till polisen i grevskapet för att försöka lösa brottet i Ett mord annonseras och kopplar ihop miss Marple med Sir Henrys gudson, kriminalinspektör Dermott Craddock, som då arbetade för polismästaren i grevskapet. Det här är första gången miss Marple och kriminalinspektör Dermott Craddock arbetar tillsammans.
I romanen Spegeln sprack från kant till kant har Craddock befordrats till kommissarie i Scotland Yard.

## Lista över framträdanden

### Noveller
- Tisdagsklubben
- Astartes tempel
- Spanskt guld
- Blodet på trottoaren
- Motiv kontra tillfälle
- Sankte Pers tumavtryck
- Den blå pelargonen
- Sällskapsdamen
- De fyra misstänkta
- En jultragedi
- Dödens ört
- Mysteriet i Villa Bungalow
- Döden i floden

### Romaner
- Mordet i prästgården
- Liket i biblioteket
- Ett mord annonseras
- En ficka full med råg
- 4.50 från Paddington
- Nemesis (nämns)

## Gestaltning

### TV
- Raymond Francis spelade Sir Henry i filmatiseringen av Liket i biblioteket för BBC:s serie Agatha Christies Miss Marple 1984.
- Den blå pelargonen dramatiserades för Agatha Christies Marple 2010 med Donald Sinden i rollen som Sir Henry.

### Radio
Graham Crowden gjorde rösten till Sir Henry i BBC Radios dramatiseringar av Liket i biblioteket och Ett mord annonseras 1999.